# 巨叶花楸
巨叶花楸（学名：Flower Yip）为蔷薇科花楸属的植物。分布在缅甸以及中国大陆的西藏、云南等地，生长于海拔2,700米至3,500米的地区，多生长在阔叶丛林中及悬岩峭壁上，目前尚未由人工引种栽培。